# كفر تيدة
قرية كفرتيده هي إحدى القرى التابعة لمركز سيدي سالم في محافظة كفر الشيخ في جمهورية مصر العربية. حسب إحصاءات سنة 2006، بلغ إجمالي السكان في كفرتيده 5469 نسمة، منهم 2649 رجل و2820 امرأة.